# Stanley Brouwn
Stanley Brouwn (Paramaribo, 25 giugno 1935 – Amsterdam, 18 maggio 2017) è stato un artista olandese, di origine afro-surinamese.
Fu artista concettuale e perfermativo e teorico della dematerializzazione nell'arte.

## Biografia
Stanley Brouwn nacque a Paramaribo, in Suriname, all'epoca colonia olandese. Nel 1957 si trasferì ad Amsterdam, dove conobbe l'artista olandese Armando che lo avvicinò al movimento artistico ZERO.
Alla fine degli anni cinquanta Brouwn realizzò le sue prime opere, che consistevano in sculture in ferro e legno. Utilizzò anche sacchi di polietilene sospesi pieni di spazzatura. Poche di queste prime opere sono sopravvissute, poiché Brouwn ne distrusse la maggior parte.
Poi Brouwn iniziò a considerare il ruolo del pubblico nello sviluppo dell'opera d'arte. Una delle sue prime opere prevedeva la dispersione di fogli di carta lungo le strade di Amsterdam. L'arte che appariva sui fogli derivava dalle impronte dei pedoni e dalle tracce degli pneumatici delle biciclette.
Brouwn realizzò la sua opera più nota, this way brouwn, nel 1961. Era un'opera d'arte concettuale e performativa che consisteva nel chiedere indicazioni ai passanti, registrare le loro risposte su nastro o incoraggiarli a disegnare le loro indicazioni.
Tali disegni erano timbrati con il testo che recitava "THIS WAY BROUWN". this way brouwn fu eseguito in diverse altre occasioni nei primi anni sessanta.
Negli anni sessanta l'arte concettuale, così come il movimento artistico Zero nei Paesi Bassi, era molto diffusa. Brouwn, come artista concettuale del movimento, aveva scelto la distanza e la dimensione come suo medium artistico: «Sempre più persone effettuano lunghi voli una o due volte l'anno. La validità del concetto di distanza viene costantemente erosa. Nel mio lavoro le distanze vengono aggiornate, acquisiscono di nuovo significato».
Analogamente, in una rara intervista del 1964, Brouwn affermò: «È la ricerca della consapevolezza che abbiamo dello spazio ampio e la scoperta della città prima di scoprire lo spazio. Con questi eventi, sto cercando di fare qualcosa di ciò che sta accadendo per avere un effetto sugli spettatori in termini di azione».
Nel 1964, alla Patio Gallery di Neu-Isenburg, si tenne un happening: Brouwn era seduto su una sedia, posta in cima a un piedistallo nell'angolo della galleria con un sacchetto di polietilene sulla testa. Nello stesso anno, all'inaugurazione della René Block Gallery di Berlino, Brouwn chiese indicazioni alle persone per le strade della città tramite un walkie-talkie.
Durante gli anni settanta Brouwn produsse opere che esploravano le unità di misura e sviluppò unità di misura basate sulla lunghezza delle sue varie parti del corpo.
Aveva elaborato il "piede di Stanley Brouwn", che era la lunghezza del suo piede e misurava circa 26 cm.
Una delle sue opere, Afghanistan-Zambia, è un registro dattiloscritto del numero di passi che Brouwn completò in varie città del mondo e un esempio materiale delle sue preoccupazioni riguardanti la misurazione e la distanza.
Nel 1972 Brouwn espose degli schedari grigi a documenta 5 di Kassel. Ogni schedario era riempito da un numero variabile di schede bianche. Uno di questi schedari conteneva 1.000 schede, la ricostruzione di una camminata di 3.000 passi e la lunghezza delle falcate era compresa tra 840 e 890 millimetri.
Brouwn esplorò anche il concetto di deformazione. Nel 1974 disegnò delle linee che costruivano i bordi su tre fogli di carta. Ognuna di queste linee indicava la lunghezza di un passo. Se questi fogli venivano appesi insieme si poteva osservare un movimento in una sola direzione.
Dopo documenta 5, Brouwn partecipò a documenta 6 (1977), documenta 7 (1982), documenta11 (2002), alla XXXVI Esposizione internazionale d'arte di Venezia (1972) e alla XL Esposizione internazionale d'arte di Venezia (1982).
Nel 2005 una retrospettiva delle opere di Brouwn venne organizzata dal Van Abbemuseum di Eindhoven, nei Paesi Bassi.
Un altro tratto caratteristico del concettualismo di Brouwn era la sua assenza. Brouwn si asteneva dal partecipare alle mostre delle sue opere e nessuna informazione bibliografica veniva fornita al pubblico che visitava tali mostre.
Nei cataloghi si poteva leggere la frase: «At the request of the artist, no bibliographical information is provided here» («Su richiesta dell'artista nessuna informazione bibliografica viene fornita».
La sua opera è affine a quella di Hanne Darboven o On Kawara.

## La critica
La sua pratica e le sue opere hanno influenzato vari critici, artisti ed estetiche contemporanee. Quando discuteva del concettualismo di Brouwn negli anni sessanta, la storica e critica dell'arte Antje von Graevenitz spiegò che «dal 1960 sino a oggi il suo lavoro sembrerebbe davvero essere esemplare delle intenzioni e delle realizzazioni di quel periodo».
Lo scrittore olandese Oscar van den Boogaard analizzò il ruolo del pubblico come partecipante attivo delle opere di Brouwn, in particolare con BROUWNTOYS 4000AD., affermando che Brouwn «vuole che lo spettatore diventi la sua opera» e «questo è possibile solo lasciando che gli spettatori completino la sua opera nella loro immaginazione, più e più volte. Sono costretti a diventare spazio e distanza, costretti a sperimentare lo spazio come se fosse il 4000 d.C.».
La curatrice e scrittrice belga Laura Herman ha criticato la manipolazione di unità di misura esistenti e la creazione di nuove unità di misura da parte di Brouwn, spiegando che «un astuto senso dell'umorismo permea l'appropriazione del linguaggio burocratico da parte dell'artista, che ha manipolato per i propri scopi».